# Acacia polypyrigenes
Acacia polypyrigenes är en ärtväxtart som beskrevs av Combs. Acacia polypyrigenes ingår i släktet akacior, och familjen ärtväxter. Inga underarter finns listade i Catalogue of Life.